# Bracciale (attrezzo)

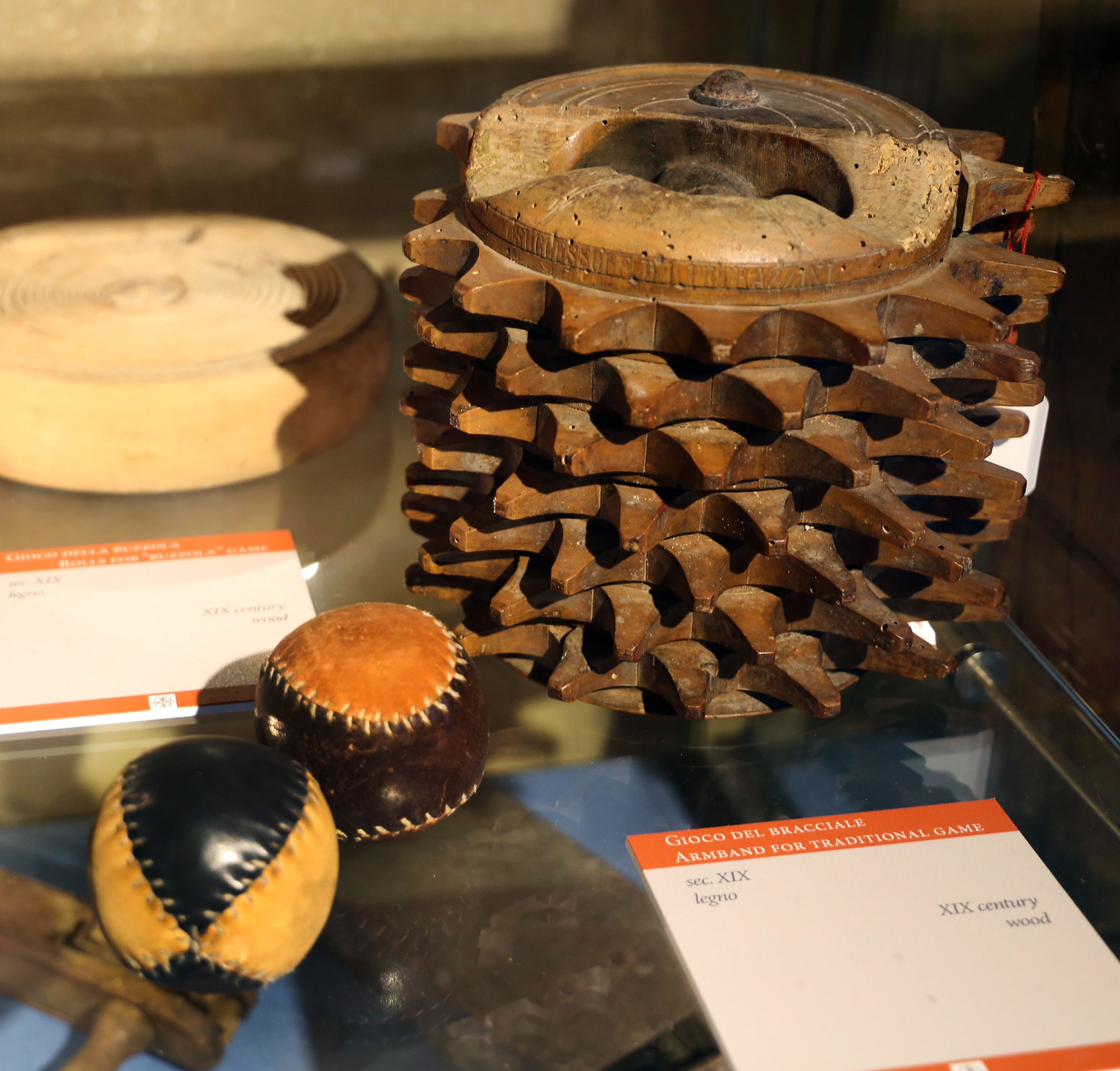
Un bracciale del XIX secolo con relative palle

Il bracciale è un attrezzo adoperato nelle varie specialità del pallone col bracciale. Solitamente è prodotto in legno di noce e le punte sulla sua superficie esterna sono in sorbo o corniolo. Non è certa la data della sua introduzione, ma si fa risalire probabilmente ai primi anni del XVI secolo. Esistono diversi tipi di bracciale per altrettanti tipi di gioco: può pesare un chilo o due e può avere o no le punte, chiamate bischeri. L'attrezzo con le punte è formato da sette cerchi e mezzo, sui quali stanno quattordici punte su ogni cerchio, più sette sul mezzo cerchio, per un totale di centocinque punte. Nel corso dei secoli sono state apportate molte modifiche nella tecnica di produzione.
Una versione opportunamente modificata di tessuto imbottito con della gommapiuma è stata adottata nello sport dell'hit ball per proteggere il polso nell'azione di tiro. Questi bracciali dispongono di tre chiusure di velcro per poterli stringere attorno al braccio.